# ذي فراسك (مذيخرة)

تعديل مصدري - تعديل

ذي فراسك محلة تابعة لقرية العدوف، التابعة لعزلة الجوالح بمديرية مذيخرة إحدى مديريات محافظة إب في الجمهورية اليمنية، بلغ تعداد سكانها 102 حسب تعداد اليمن لعام 2004.